# 聚叶黔川乌头
聚叶黔川乌头（学名：Aconitum cavaleriei var. aggregatifolium）为毛茛科乌头属下的一个变种。

## 扩展阅读
- 維基物種上的相關：聚叶黔川乌头